# Manuel Ocampo (Argentina)
Manuel Ocampo es una localidad argentina del partido de Pergamino, en el norte de la provincia de Buenos Aires.
Se ubica a 16 km de la ciudad de Pergamino, a 95 km de la ciudad de Rosario y a escasos kilómetros del límite con la provincia de Santa Fe, siendo la Ruta provincial 32 su principal vía de comunicación.
El casco urbano del pueblo fue diagramado originalmente en 96 manzanas. Siendo, de los pueblos, el más grande en cuanto a territorio.
Fiesta Nacional de la Poesía.
La Fiesta Nacional de la Poesía en Manuel Ocampo, Argentina, es un evento cultural que se lleva a cabo en esta pequeña localidad del partido de Pergamino, en la provincia de Buenos Aires. Manuel Ocampo es conocido por ser la sede de esta celebración, que reúne a poetas de todo el país y promueve la poesía como una expresión artística fundamental. La fiesta incluye actividades como recitales, presentaciones de libros, y encuentros entre poetas y el público, fomentando el intercambio cultural y la difusión de la poesía en la comunidad.

## Toponimia

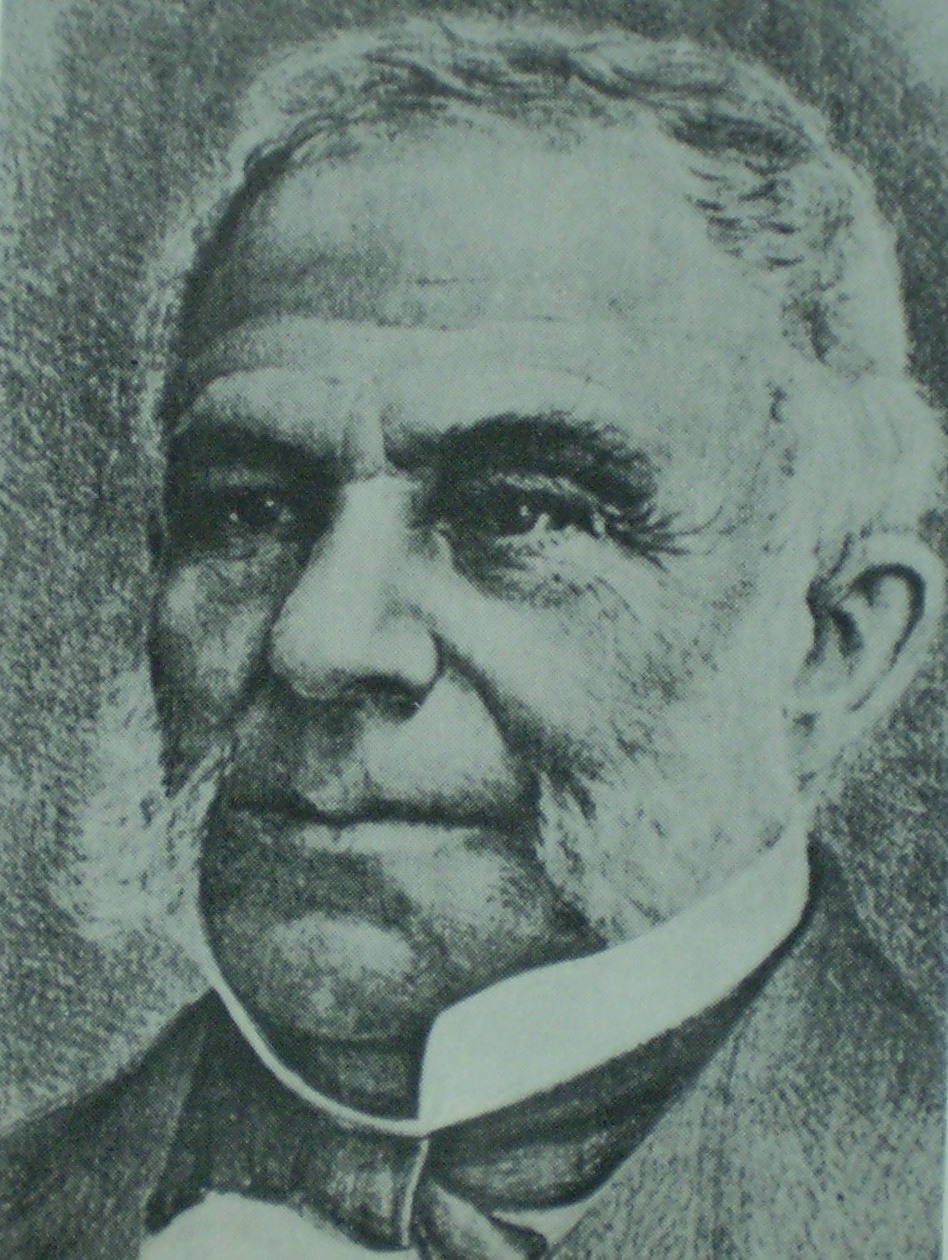
Manuel Anselmo Ocampo, tío de la escritora Victoria Ocampo.

Su fundador fue José León Ocampo, que tomó el nombre de Manuel José Ocampo, que había creado la primera estancia del lugar. En 1867, el primo de José León Ocampo, Manuel Anselmo Ocampo ―cuya nieta sería la escritora Victoria Ocampo (1890-1979)― fundó Villa María, en la provincia de Córdoba.

## Economía
La principal actividad económica es la agricultura y las actividades relacionadas como el acopio de cereales y oleaginosas, y producción de aceites.

## Educación
Manuel Ocampo cuenta con el jardín de infantes n.º 907, la escuela primaria n.º 3, y una escuela de nivel medio con modalidad normal y de adultos.

## Población
Cuenta con 1,078 habitantes (Indec, 2010), lo que representa un descenso del 10 % frente a los 1,210 habitantes (Indec, 2001) del censo anterior.
| Gráfica de evolución demográfica de Manuel Ocampo entre 1991 y 2010 |
|                                                                     |
| Fuente: Censos nacionales del INDEC                                 |

## Habitantes ilustres
- M. Eugenia Alonso

## Deportes

### Club Atlético Nueve de Julio
Fundado el 9 de julio de 1920, en octubre de 1937 obtuvo la personería jurídica n.º 10.488. Su sede se encuentra en bulevar San Miguel esquina calle Independencia, y su estadio queda en J. Menéndez y España. Su apodo es “El Nueve”. En la sede se practican bochas (el club está afiliado a la Asociación Pergaminense de Bochas). El Club Atlético Nueve de Julio nació como una entidad futbolística. Desde su fundación misma hasta fines de los años cuarenta tuvo una continua actividad en fútbol, incluso llegando a construir su cancha propia en 1931, lo que en esos años era toda una proeza.
Juventud Obrera de Manuel Ocampo (JOMO)
Fundado el 12 de octubre de 1949. Es el club con mayor actividad deportiva en lo que respecta al pueblo. Cuenta con un microestadio para multiusos. Su principal sede está ubicada en Bv. San Miguel y el estadio Orlando Santini ubicado en calle Libertad y Belgrano. 
Su primer actividad fue el fútbol, siendo campeones en la primera división de la liga pergaminense en el año 1989 y en múltiples ocasiones en divisiones inferiores. 

## Parroquias de la Iglesia Católica en Manuel Ocampo
| Diócesis       | San Nicolás de los Arroyos                |
| -------------- | ----------------------------------------- |
| Cuasiparroquia | San Antonio de Padua (sede en El Socorro) |